# Cara Blacková
Cara Blacková (* 17. února 1979 Harare, Jižní Rhodesie) je zimbabwská profesionální tenistka.
V prvním desetiletí nového milénia tvoří se svou stálou spoluhráčkou Liezel Huberovou dlouhodobě nejlepší pár světa. Ve své dosavadní kariéře vyhrála 1 turnaj WTA ve dvouhře a 53 turnajů ve čtyřhře.

## Finálové účasti na turnajích Grand Slamu (16)

### Ženská čtyřhra - vítězství (5)
| Rok  | Turnaj          | Partnerka        | Soupeřky ve finále                     | Výsledek      |
| 2004 | Wimbledon       | Rennae Stubbsová | Liezel Huberová Ai Sugijamaová         | 6–3, 7–6      |
| 2005 | Wimbledon (2)   | Liezel Huberová  | Světlana Kuzněcovová Amélie Mauresmová | 6–2, 6–1      |
| 2007 | Australian Open | Liezel Huberová  | Čan Jung-žan Chuang Chia-jung          | 6–4, 6–7, 6–1 |
| 2007 | Wimbledon (3)   | Liezel Huberová  | Katarina Srebotniková Ai Sugijamaová   | 3–6, 6–3, 6–2 |
| 2008 | US Open         | Liezel Huberová  | Lisa Raymondová Samantha Stosurová     | 6–3, 7–6      |

### Ženská čtyřhra - prohry (4)
| Rok  | Turnaj          | Partnerka           | Vítězky                                     | Výsledek      |
| 2000 | US Open         | Jelena Lichovcevová | Julie Halardová-Decugisová Ai Sugijamaová   | 6–0, 1–6, 6–1 |
| 2005 | French Open     | Liezel Huberová     | Virginia Ruanová Pascualová Paola Suárezová | 4–6, 6–3, 6–3 |
| 2009 | US Open         | Liezel Huberová     | Serena Williamsová Venus Williamsová        | 6–2, 6–2      |
| 2010 | Australian Open | Liezel Huberová     | Serena Williamsová Venus Williamsová        | 6–4, 6–3      |

### Smíšená čtyřhra - vítězství (4)
| Rok  | Turnaj          | Partner      | Finalisté                               | Výsledek       |
| 2002 | French Open     | Wayne Black  | Jelena Bovinová Mark Knowles            | 6–3, 6–3       |
| 2004 | Wimbledon       | Wayne Black  | Alicia Moliková Todd Woodbridge         | 3–6, 7–68, 6–4 |
| 2008 | US Open         | Leander Paes | Liezel Huberová Jamie Murray            | 7–66, 6–4      |
| 2010 | Australian Open | Leander Paes | Jekatěrina Makarovová Jaroslav Levinský | 7–5, 6–3       |

### Smíšená čtyřhra - prohry (3)
| Rok  | Turnaj      | Partner      | Vítězové                           | Výsledek |
| 2003 | French Open | Wayne Black  | Tatiana Golovinová Richard Gasquet | 6–3, 6–4 |
| 2009 | Wimbledon   | Leander Paes | Anna-Lena Grönefeld Mark Knowles   | 7–5, 6–3 |
| 2009 | US Open     | Leander Paes | Travis Parrott Carly Gullicksonová | 6–2, 6–4 |

## Finálové účasti na turnajích WTA (95)

### Dvouhra - výhry (1)
| Č. | Datum         | Turnaj        | Povrch | Soupeřka ve finále | Výsledek  |
| 1. | 15. září 2002 | Waikoloa, USA | tvrdý  | Lisa Raymondová    | 7-61, 6-4 |

### Dvouhra - prohry (1)
| Č. | Datum         | Turnaj                | Povrch | Vítězka        | Výsledek |
| 1. | 8. leden 2000 | Auckland, Nový Zéland | tvrdý  | Anne Kremerová | 6-4, 6-4 |

### Čtyřhra - výhry (53)
| Legenda: Před 2009      | Legenda: Od r. 2009   |
| ----------------------- | --------------------- |
| Turnaje Grand Slamu (5) |                       |
| WTA Championships (2)   |                       |
| Olympijské hry (0)      |                       |
| Tier I (12)             | Premier Mandatory (1) |
| Tier II (20)            | Premier 5 (2)         |
| Tier III (3)            | Premier (2)           |
| Tier IV-V (4)           | International (2)     |

| Tituly dle povrchu |
| Tvrdý (34)         |
| Tráva (8)          |
| Antuka (6)         |
| Koberec (5)        |

| Č.  | Datum             | Turnaj                         | Povrch      | Partnerka           | Soupeřky ve finále                               | Výsledek        |
| 1.  | 8. leden 2000     | Auckland, Nový Zéland          | tvrdý       | Alexandra Fusaiová  | Patricia Wartuschová Barbara Schwartzová         | 3-6, 6-3, 6-4   |
| 2.  | 14. leden 2001    | Hobart, Austrálie              | tvrdý       | Jelena Lichovcevová | Virginia Ruanová Ruxandra Dragomirová            | 6-4, 6-1        |
| 3.  | 6. květen 2001    | Hamburk, Německo               | antuka      | Jelena Lichovcevová | Barbara Rittnerová Květa Hrdličková              | 6-2, 4-6, 6-2   |
| 4.  | 20. květen 2001   | Řím, Itálie                    | antuka      | Jelena Lichovcevová | Patricia Tarabiniová Paola Suárezová             | 6-1, 6-1        |
| 5.  | 17. červen 2001   | Birmingham, V. Británie        | tráva       | Jelena Lichovcevová | Nathalie Tauziatová Kimberly Po-Messerliová      | 6-1, 6-2        |
| 6.  | 5. srpen 2001     | San Diego, USA                 | tvrdý       | Jelena Lichovcevová | Anna Kurnikovová Martina Hingisová               | 6-4, 1-6, 6-4   |
| 7.  | 25. srpen 2001    | New Haven, USA                 | tvrdý       | Jelena Lichovcevová | Naďa Petrovová Jelena Dokićová                   | 6-0, 3-6, 6-2   |
| 8.  | 23. září 2001     | Tokio, Japonsko                | tvrdý       | Liezel Huberová     | Ai Sugijamaová Kim Clijstersová                  | 6-1, 6-3        |
| 9.  | 7. duben 2002     | Porto, Portugalsko             | antuka      | Irina Selutinová    | Magüi Sernaová Kristie Boogertová                | 7-66, 6-4       |
| 10. | 29. září 2002     | Bali, Indonésie                | tvrdý       | Virginia Ruanová    | Arantxa S. Vicariová Světlana Kuzněcovová        | 6-2, 6-3        |
| 11. | 12. leden 2003    | Hobart, Austrálie              | tvrdý       | Jelena Lichovcevová | Patricia Wartuschová Barbara Schettová           | 7-5, 7-61       |
| 12. | 27. červenec 2003 | Stanford, USA                  | tvrdý       | Lisa Raymondová     | Francesca Schiavoneová Yoon Jeongová             | 7-65, 6-1       |
| 13. | 17. leden 2004    | Sydney, Austrálie              | tvrdý       | Rennae Stubbsová    | Meg Shaughnessy Dinara Safinová                  | 7-5, 3-6, 6-4   |
| 14. | 8. únor 2004      | Tokio, Japonsko                | koberec (h) | Rennae Stubbsová    | Magdalena Malejevová Jelena Lichovcevová         | 6-0, 6-1        |
| 15. | 22. únor 2004     | Antverpy, Belgie               | koberec (h) | Els Callensová      | Eleni Daniilidou Myriam Casanová                 | 6-2, 6-1        |
| 16. | 4. červenec 2004  | Wimbledon, V. Británie         | tráva       | Rennae Stubbsová    | Ai Sugijamaová Liezel Huberová                   | 6-3, 7-65       |
| 17. | 1. srpen 2004     | San Diego, USA                 | tvrdý       | Rennae Stubbsová    | Paola Suárezová Virginia Ruanová                 | 6-4, 1-6, 6-4   |
| 18. | 10. říjen 2004    | Filderstadt, Německo           | tvrdý (h)   | Rennae Stubbsová    | Julia Schruffová Anna Grönefeldová               | 6-3, 6-2        |
| 19. | 24. říjen 2004    | Curych, Švýcarsko              | tvrdý (h)   | Rennae Stubbsová    | Paola Suárezová Virginia Ruanová                 | 6-4, 6-4        |
| 20. | 20. únor 2005     | Antverpy, Belgie               | koberec (h) | Els Callensová      | Dinara Safinová Anabel Medinová                  | 3-6, 6-4, 6-4   |
| 21. | 15. květen 2005   | Řím, Itálie                    | antuka      | Liezel Huberová     | Anabel Medinová Maria Kirilenková                | 6-0, 4-6, 6-1   |
| 22. | 3. červenec 2005  | Wimbledon, V. Británie         | tráva       | Liezel Huberová     | Amélie Mauresmová Světlana Kuzněcovová           | 6-2, 6-1        |
| 23. | 31. červenec 2005 | Stanford, USA                  | tvrdý       | Rennae Stubbsová    | Věra Zvonarevová Jelena Lichovcevová             | 6-3, 7-5        |
| 24. | 23. říjen 2005    | Curych, Švýcarsko              | tvrdý (h)   | Rennae Stubbsová    | Ai Sugijamaová Daniela Hantuchová                | 6-76, 7-64, 6-3 |
| 25. | 6. listopad 2005  | Philadelphia, USA              | tvrdý (h)   | Rennae Stubbsová    | Samantha Stosurová Lisa Raymondová               | 6-4, 7-64       |
| 26. | 6. srpen 2006     | San Diego, USA                 | tvrdý       | Rennae Stubbsová    | Meg Shaughnessy Anna-Lena Grönefeldová           | 6-2, 6-2        |
| 27. | 22. říjen 2006    | Curych, Švýcarsko              | tvrdý (h)   | Rennae Stubbsová    | Katarina Srebotniková Liezel Huberová            | 7-5, 7-5        |
| 28. | 27. leden 2007    | Australian Open, Austrálie     | tvrdý       | Liezel Huberová     | Čuang Ťia-žung Čan Jung-žan                      | 6-4, 6-74, 6-1  |
| 29. | 11. únor 2007     | Paříž, Francie                 | koberec (h) | Liezel Huberová     | Vladimíra Uhlířová Gabriela Navrátilová          | 6-2, 6-0        |
| 30. | 18. únor 2007     | Antverpy, Belgie               | koberec (h) | Liezel Huberová     | Jelena Vesninová Jelena Lichovcevová             | 7-5, 4-6, 6-1   |
| 31. | 24. únor 2007     | Dubaj, SAE                     | tvrdý       | Liezel Huberová     | Alicia Moliková Světlana Kuzněcovová             | 7-66, 6-4       |
| 32. | 8. červenec 2007  | Wimbledon, V. Británie         | tráva       | Liezel Huberová     | Katarina Srebotniková Ai Sugijamaová             | 3-6, 6-3, 6-2   |
| 33. | 5. srpen 2007     | San Diego, USA                 | tvrdý       | Liezel Huberová     | Viktoria Azarenková Anna Čakvetadzeová           | 7-5, 6-4        |
| 34. | 14. říjen 2007    | Moskva, Rusko                  | tvrdý (h)   | Liezel Huberová     | Viktoria Azarenková Tatiana Pučeková             | 4-6, 6-1, 10-7  |
| 35. | 28. říjen 2007    | Linz, Rakousko                 | tvrdý (h)   | Liezel Huberová     | Katarina Srebotniková Ai Sugijamaová             | 6-2, 3-6, 10-8  |
| 36. | 11. listopad 2007 | WTA Tour Championships, Madrid | tvrdý (h)   | Liezel Huberová     | Katarina Srebotniková Ai Sugijamaová             | 5-7, 6-3, 10-8  |
| 37. | 17. únor 2008     | Antverpy, Belgie               | tvrdý (h)   | Liezel Huberová     | Květa Peschkeová Ai Sugijamaová                  | 6-1, 6-3        |
| 38. | 1. březen 2008    | Dubaj, SAE                     | tvrdý       | Liezel Huberová     | Jen C’ Čeng Ťie                                  | 7-5, 6-2        |
| 39. | 11. květen 2008   | Berlín, Německo                | antuka      | Liezel Huberová     | Nuria Llagosteraová María José Martínezová       | 3-6, 6-2, 10-2  |
| 40. | 15. červen 2008   | Birmingham, V. Británie        | tráva       | Liezel Huberová     | Virginia Ruanová Séverine Brémondová             | 6-2, 6-1        |
| 41. | 21. červen 2008   | Eastbourne, V. Británie        | tráva       | Liezel Huberová     | Květa Peschkeová Rennae Stubbsová                | 2-6, 6-0, 10-8  |
| 42. | 20. červenec 2008 | Stanford, USA                  | tvrdý       | Liezel Huberová     | Jelena Vesninová Věra Zvonarevová                | 6-4, 6-3        |
| 43. | 3. srpen 2008     | Montreal, Kanada               | tvrdý       | Liezel Huberová     | Maria Kirilenková Flavia Pennettaová             | 6-1, 6-1        |
| 44. | 7. září 2008      | US Open, USA                   | tvrdý       | Liezel Huberová     | Lisa Raymondová Samantha Stosurová               | 6-4, 7-66       |
| 45. | 19. říjen 2008    | Curych, Švýcarsko              | tvrdý (h)   | Liezel Huberová     | Anna-Lena Grönefeldová Patty Schnyderová         | 6-1, 7-63       |
| 46. | 9. listopad 2008  | WTA Tour Championships, Dauhá  | tráva       | Liezel Huberová     | Květa Peschkeová Rennae Stubbsová                | 6-1, 7-5        |
| 47. | 15. únor 2009     | Paříž, Francie                 | tvrdý (h)   | Liezel Huberová     | Květa Peschkeová Lisa Raymondová                 | 6-4, 3-6, 10-4  |
| 48. | 21. únor 2009     | Dubaj, SAE                     | tvrdý       | Liezel Huberová     | Maria Kirilenková Agnieszka Radwańska            | 6-3, 6-3        |
| 49. | 16. květen 2009   | Madrid, Španělsko              | antuka      | Liezel Huberová     | Květa Peschkeová Lisa Raymondová                 | 4-6, 6-3, 10-6  |
| 50. | 14. červen 2009   | Birmingham, V. Británie        | tráva       | Liezel Huberová     | Raquel Kopsová-Jonesová Abigail Spearsová        | 6-1, 6-4        |
| 51. | 16. srpen 2009    | Cincinnati, USA                | tvrdý       | Liezel Huberová     | Nuria Llagosteraová M. J. Martínezová Sánchezová | 6-3, 0-6, 10-2  |
| 52. | 9. leden 2010     | Auckland, Nový Zéland          | tvrdý       | Liezel Huberová     | Natalie Grandinová Laura Granvilleová            | 7-6(4), 6-2     |
| 53. | 15. leden 2010    | Sydney, Austrálie              | tvrdý       | Liezel Huberová     | Tathiana Garbinová Naďa Petrovová                | 6-1, 3-6, 10-3  |

### Čtyřhra - prohry (40)
| Legenda: Před 2009      | Legenda: Od r. 2009   |
| ----------------------- | --------------------- |
| Turnaje Grand Slamu (4) |                       |
| WTA Championships (6)   |                       |
| Tier I (10)             | Premier Mandatory (0) |
| Tier II (13)            | Premier 5 (0)         |
| Tier III (5)            | Premier (1)           |
| Tier IV (1)             | International (0)     |

| Tituly dle povrchu |
| Tvrdý (28)         |
| Tráva (4)          |
| Antuka (4)         |
| Koberec (4)        |

| Č.  | Datum             | Turnaj                              | Povrch      | Partnerka           | Vítězky                                     | Výsledek        |
| 1.  | 20. červen 1999   | 's-Hertogenbosch, Nizozemsko        | tráva       | Kristie Boogertová  | Rita Grandeová Silvia Farinaová             | 7-5, 7-62       |
| 2.  | 7. listopad 1999  | Quebec, Kanada                      | tvrdý       | Debbie Grahamová    | Katie Schlukebirová Amy Frazierová          | 6-2, 6-3        |
| 3.  | 18. červen 2000   | Birmingham, Velká Británie          | tráva       | Irina Selutinová    | Lisa Mcsheová Rachel McQuillanová           | 6-3, 7-65       |
| 4.  | 30. červenec 2000 | Stanford, USA                       | tvrdý       | Amy Frazierová      | Sandrine Testudová Chanda Rubinová          | 6-4, 6-4        |
| 5.  | 10. září 2000     | US Open, USA                        | tvrdý       | Jelena Lichovcevová | Ai Sugijamaová Julie Halardová-Decugisová   | 6-1, 1-6, 6-1   |
| 6.  | 13. květen 2001   | Berlín, Německo                     | antuka      | Jelena Lichovcevová | Meghann Shaughnessyová Els Callensová       | 6-4, 6-3        |
| 7.  | 23. červen 2001   | Eastbourne, Velká Británie          | tráva       | Jelena Lichovcevová | Rennae Stubbsová Lisa Raymondová            | 6-2, 6-2        |
| 8.  | 4. listopad 2001  | WTA Tour Championships, Mnichov     | tvrdý (h)   | Jelena Lichovcevová | Rennae Stubbsová Lisa Raymondová            | 7-5, 3-6, 6-3   |
| 9.  | 3. březen 2002    | Scottsdale, USA                     | tvrdý       | Jelena Lichovcevová | Rennae Stubbsová Lisa Raymondová            | 6-3, 5-7, 7-64  |
| 10. | 22. červen 2002   | Eastbourne, Velká Británie          | tráva       | Jelena Lichovcevová | Rennae Stubbsová Lisa Raymondová            | 6-75, 7-66, 6-2 |
| 11. | 11. listopad 2002 | WTA Tour Championships, Los Angeles | koberec (h) | Jelena Lichovcevová | Janette Husárová Jelena Dementěvová         | 4-6, 6-4, 6-3   |
| 12. | 5. leden 2003     | Auckland, Nový Zéland               | tvrdý       | Jelena Lichovcevová | Abigail Spearsová Teryn Ashleyová           | 6-2, 2-6, 6-0   |
| 13. | 22. únor 2003     | Dubaj, Spojené arabské emiráty      | tvrdý       | Jelena Lichovcevová | Martina Navrátilová Světlana Kuzněcovová    | 6-3, 7-67       |
| 14. | 12. říjen 2003    | Filderstadt, Německo                | tvrdý (h)   | Martina Navrátilová | Rennae Stubbsová Lisa Raymondová            | 6-2, 6-4        |
| 15. | 2. listopad 2003  | Philadelphia, USA                   | tvrdý (h)   | Rennae Stubbsová    | Lisa Raymondová Martina Navrátilová         | 6-3, 6-4        |
| 16. | 22. květen 2004   | Vídeň, Rakousko                     | antuka      | Rennae Stubbsová    | Lisa Raymondová Martina Navrátilová         | 6-2, 7-5        |
| 17. | 15. listopad 2004 | WTA Tour Championships, Los Angeles | tvrdý (h)   | Rennae Stubbsová    | Meghann Shaughnessyová Naďa Petrovová       | 7-5, 6-2        |
| 18. | 26. únor 2005     | Dauhá, Katar                        | tvrdý       | Liezel Huberová     | Francesca Schiavoneová Alicia Moliková      | 6-3, 6-4        |
| 19. | 8. květen 2005    | Berlín, Německo                     | antuka      | Liezel Huberová     | Věra Zvonarevová Jelena Lichovcevová        | 4-6, 6-4, 6-3   |
| 20. | 4. červen 2005    | French Open, Francie                | antuka      | Liezel Huberová     | Paola Suárezová Virginia Ruanová Pascualová | 4-6, 6-3, 6-3   |
| 21. | 2. říjen 2005     | Lucemburk, Lucembursko              | tvrdý (h)   | Rennae Stubbsová    | Samantha Stosurová Lisa Raymondová          | 7-5, 6-1        |
| 22. | 16. říjen 2005    | Moskva, Rusko                       | koberec (h) | Rennae Stubbsová    | Samantha Stosurová Lisa Raymondová          | 6-2, 6-4        |
| 23. | 13. listopad 2005 | WTA Tour Championships, Los Angeles | tvrdý       | Rennae Stubbsová    | Samantha Stosurová Lisa Raymondová          | 6-75, 7-5, 6-4  |
| 24. | 7. leden 2006     | Gold Coast, Austrálie               | tvrdý       | Rennae Stubbsová    | Meg Shaughnessy Dinara Safinová             | 6-2, 6-3        |
| 25. | 5. únor 2006      | Tokio, Japonsko                     | koberec (h) | Rennae Stubbsová    | Samantha Stosurová Lisa Raymondová          | 6-2, 6-1        |
| 26. | 12. únor 2006     | Paříž, Francie                      | koberec (h) | Rennae Stubbsová    | Květa Peschkeová Émilie Loitová             | 7-65, 6-4       |
| 27. | 20. srpen 2006    | Montreal, Kanada                    | tvrdý       | Anna Grönefeldová   | Naďa Petrovová Martina Navrátilová          | 6-1, 6-2        |
| 28. | 8. říjen 2006     | Stuttgart, Německo                  | tvrdý (h)   | Rennae Stubbsová    | Samantha Stosurová Lisa Raymondová          | 6-3, 6-4        |
| 29. | 12. listopad 2006 | WTA Tour Championships, Madrid      | tvrdý (h)   | Rennae Stubbsová    | Samantha Stosurová Lisa Raymondová          | 3-6, 6-3, 6-3   |
| 30. | 3. duben 2007     | Miami, USA                          | tvrdý       | Liezel Huberová     | Samantha Stosurová Lisa Raymondová          | 6-4, 3-6, 10-2  |
| 31. | 19. srpen 2007    | Toronto, Kanada                     | tvrdý       | Liezel Huberová     | Ai Sugijamaová Katarina Srebotniková        | 6-4, 2-6, 10-5  |
| 32. | 25. srpen 2007    | New Haven, USA                      | tvrdý       | Liezel Huberová     | Sania Mirzaová Mara Santangelová            | 6-1, 6-2        |
| 33. | 23. únor 2008     | Dauhá, Katar                        | tvrdý       | Liezel Huberová     | Květa Peschkeová Rennae Stubbsová           | 6-1, 5-7, 10-7  |
| 34. | 29. březen 2008   | Miami, USA                          | tvrdý       | Liezel Huberová     | Katarina Srebotniková Ai Sugijamaová        | 7-5, 4-6, 10-3  |
| 35. | 12. říjen 2008    | Moskva, Rusko                       | tvrdý (h)   | Liezel Huberová     | Naďa Petrovová Katarina Srebotniková        | 6-4, 6-4        |
| 36. | 26. říjen 2008    | Linz, Rakousko                      | tvrdý (h)   | Liezel Huberová     | Katarina Srebotniková Ai Sugijamaová        | 6-4, 7-5        |
| 37. | 14. září 2009     | US Open, USA                        | tvrdý       | Liezel Huberová     | Serena Williamsová Venus Williamsová        | 6-2, 6-2        |
| 38. | 1. listopad 2009  | WTA Tour Championships, Katar       | tvrdý       | Liezel Huberová     | Nuria L. Vivesová María J. M. Sánchezová    | 7-60, 5-7, 10-7 |
| 39. | 29. leden 2010    | Australian Open, Austrálie          | tvrdý       | Liezel Huberová     | Serena Williamsová Venus Williamsová        | 6-4, 6-3        |
| 40. | 14. únor 2010     | Paříž, Francie                      | tvrdý (h)   | Liezel Huberová     | Iveta Benešová Barbora Záhlavová-Strýcová   | bez boje        |

## Fed Cup
Cara Blacková se zúčastnila 8 zápasů ve Fed Cupu za tým Zimbabwe s bilancí 3-5 ve dvouhře a 2-3 ve čtyřhře.

## Postavení na žebříčku WTA na konci sezóny

### Dvouhra
| Rok    | 1994 | 1995   | 1996   | 1997   | 1998  | 1999  | 2000  | 2001  | 2002  | 2003  | 2004   | 2005   | 2006   | 2007 | 2008   | 2009 |
| Pořadí | 727. | ▲ 489. | ▲ 334. | ▲ 189. | ▲ 44. | ▼ 51. | ▲ 43. | ▼ 58. | ▲ 56. | ▲ 52. | ▼ 134. | ▼ 174. | ▼ 284. | ▼ x  | ▲ 660. | ▼ x  |

### Čtyřhra
| Rok    | 2001 | 2002 | 2003 | 2004 | 2005 | 2006 | 2007 | 2008 | 2009 |
| Pořadí | 3.   | ▼ 9. | ▬ 9. | ▲ 3. | ▲ 1. | ▼ 5. | ▲ 1. | ▬ 1. | ▬ 1. |